# 1207 en santé et médecine
| Années de la santé et de la médecine : 1204 - 1205 - 1206 - 1207 - 1208 - 1209 - 1210    |
| Décennies de la santé et de la médecine : 1170 - 1180 - 1190 - 1200 - 1210 - 1220 - 1230 |

Cet article présente les faits marquants de l'année 1207 en santé et médecine.

## Événements

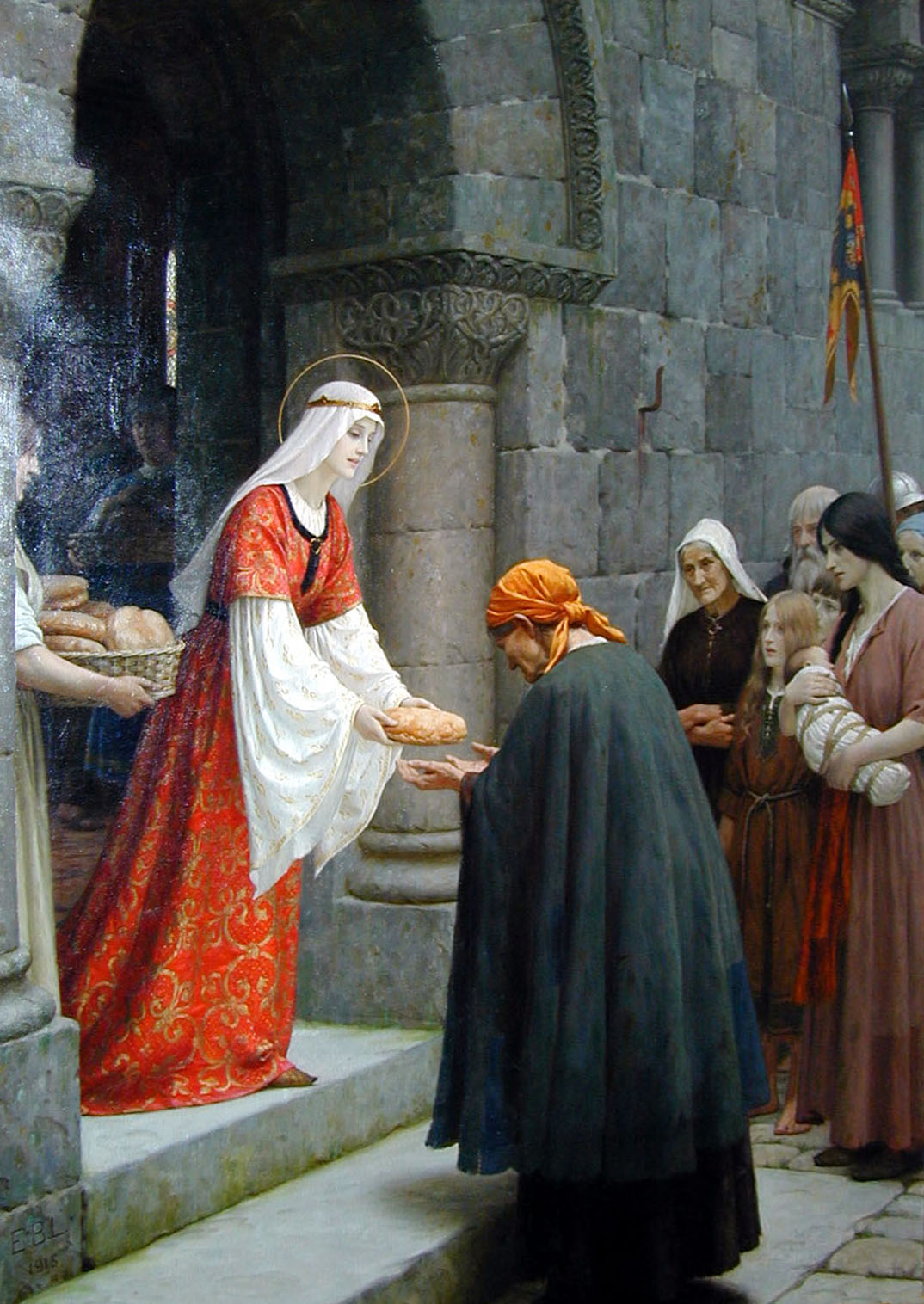
La Charité
de sainte Élisabeth
de Hongrie
E. Leighton (1895)

- À Besançon, ville impériale de Franche-Comté, une donation de Jean de Montferrand permet aux frères du Saint-Esprit de fonder un hôpital où ils n'accueillent plus seulement et séparément « les pèlerins, les victimes du mal sacré, les estropiés ou les membres du clergé » auxquels se vouent déjà plusieurs hospices de la ville, mais où, « pratiquant une charité universelle », ils reçoivent aussi « les malades indigents, les orphelins et les enfants trouvés, tous ceux, d'où qu'ils viennent, qui sont dans le malheur[1],[2] ».
- L'aumônerie de la Croix-de-la-Reine, refuge pour pèlerins et voyageurs créé vers 1201 à Paris, rue Saint-Denis, est refondé sous le nom d'hôpital de la Trinité[3].
- Une léproserie est mentionnée à Amboise, dans un acte de Sulpice III, seigneur du lieu[4].
- Première mention de la maison-Dieu de Montmorency[5].
- Richard de Gerberoy, évêque d'Amiens, donne à l'hôtel-Dieu de Montdidier en Picardie des statuts qui serviront de modèle aux règles établies pour les congrégations religieuses hospitalières par les conciles de Paris et de Rouen, en 1212 et 1214[6].
- Le plus ancien diplôme (ijaza) de médecine dont une copie nous soit parvenue est délivré à Abdellah al-Kutami par l'université Al Quaraouiyine de Fès[7],[8].

## Naissance
- 7 juillet : Élisabeth de Hongrie (morte en 1231), canonisée par Grégoire IX en 1235, consacre sa vie à partir de 1227 aux soins des malades et des indigents[9],[10],[11].

## Décès
- Novembre 1207-novembre 1209 : Rigord (né entre 1145 et 1150), moine de Saint-Denis, médecin et historien.

- 1207 ? : Zhi Zhong Wang (né en 1140), médecin et acupuncteur chinois, auteur du Zhen Jiu Zi Sheng Jing, traité d'acupuncture et de moxibustion[12].